# Apistogramma bitaeniata
Apistogramma bitaeniata är en fiskart som beskrevs av Pellegrin, 1936. Apistogramma bitaeniata ingår i släktet Apistogramma och familjen Cichlidae. Inga underarter finns listade i Catalogue of Life.

## Bildgalleri

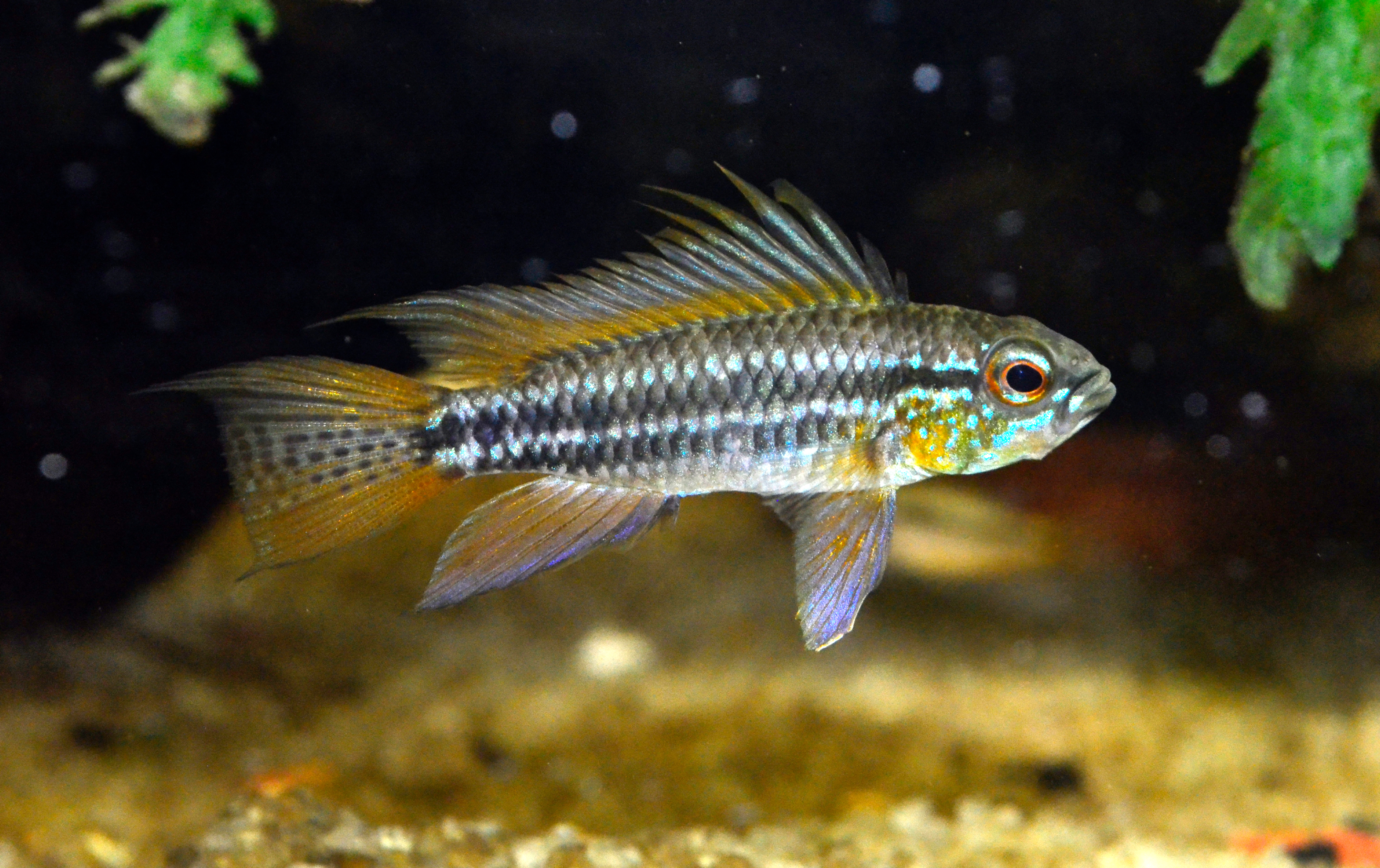